# Mala Hrastilnica
Mala Hrastilnica – wieś w Chorwacji, w żupanii zagrzebskiej, w gminie Križ. W 2011 roku liczyła 91 mieszkańców.